# Phylloxylon xylophylloides
Phylloxylon xylophylloides är en ärtväxtart som först beskrevs av John Gilbert Baker, och fick sitt nu gällande namn av Du Puy, Labat och Brian David Schrire. Phylloxylon xylophylloides ingår i släktet Phylloxylon och familjen ärtväxter. IUCN kategoriserar arten globalt som sårbar. Inga underarter finns listade i Catalogue of Life.